# Titus Flavius Genialis
 (septembre 2022).
Titus Flavius Genialis (en latin : T. Flavius Genialis) est un préfet du prétoire avec Tullius Crispinus en 193 apr. J.-C. Il est nommé par Didius Julianus, qui venait d'acheter le trône à la Garde. Même face à la détérioration rapide de la position politique de Julianus, Genialis reste totalement fidèle. Cependant, il ne peut pas empêcher le Sénat de condamner ou d'exécuter Julianus comme ils l'ont fait au nom de Septime Sévère qui a succédé à Julianus comme empereur de Rome.
En 185, Genialis semble avoir été tribunus cohortis, ou commandant, d'une cohorte vraisemblablement prétorienne. 

## Les inscriptions
- CIL 06, 214